# Lebanon Township (comté de Cooper, Missouri)
Pour les articles homonymes, voir Lebanon Township.
Lebanon Township est un township  du comté de Cooper dans le Missouri, aux États-Unis,. 
Il est fondé au cours des années 1820.

## Source de la traduction
- (en) Cet article est partiellement ou en totalité issu de l’article de Wikipédia en anglais intitulé « Lebanon Township, Cooper County, Missouri » (voir la liste des auteurs).